# Bitva v Teutoburském lese
Bitva v Teutoburském lese, resp. bitva v Teutoburském pralese (také jako Varova bitva nebo Hermannova bitva), (9 n. l.) byla střetnutí mezi římskými vojsky vedenými Publiem Quinctiliem Varem a germánskými kmeny vedenými náčelníkem Cherusků Arminiem. Bitva představuje jednu z největších a nejdrtivějších římských porážek v historii. Zanikly během ní tři římské legie (Legio XVII, Legio XVIII a Legio XIX) a padl správce provincie Germánie. Důsledkem bitvy bylo postupné stanovení Rýna jakožto hranice mezi římskou říší a Germánií.

## Historické uvedení

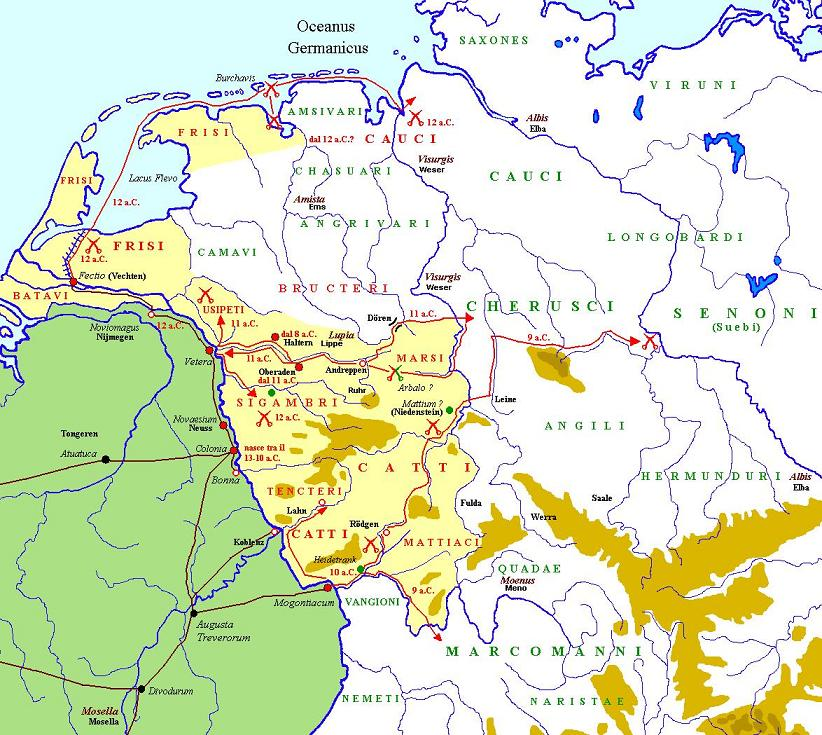
Drusova invaze do Germánie 12–8 př. n. l.

Bitva byla důležitým milníkem v římských pokusech dobýt Germánii, tyto pokusy započal Drusus již v roce 14 př. n. l. Snahy dobýt Germánii měly dalekosáhlé historické následky, byla tím např. vytvořena hranice mezi románskými a germánskými jazyky.

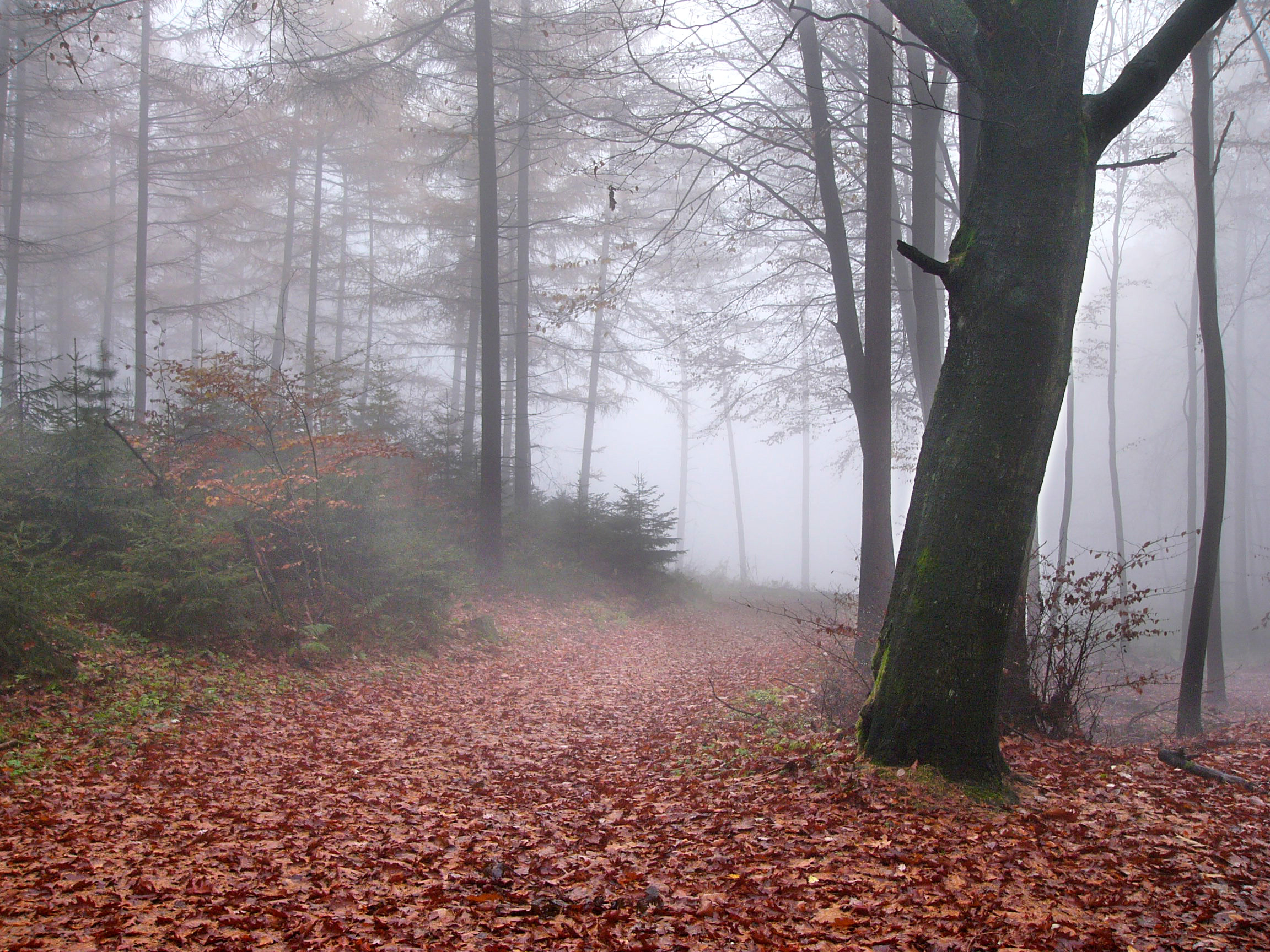
Teutoburský les během mlhavého a deštivého podzimního dne

V roce 7 se stal správcem nedávno vytvořené provincie Germánie Publius Quinctilius Varus, člen staré patricijské rodiny. Jelikož se jednalo o dosud velice neklidné území a místní kmeny měly nezkrotnou povahu, měl správce provincie k dispozici značné vojenské síly.
Publius Quinctilius Varus byl velmi špatným správcem provincie. Svůj vysoký post si získal díky svému původu a přiženění se do rodiny prvního římského císaře Octaviana Augusta, nikoliv na základě osobních kvalit a schopností. Nedokázal pochopit principy fungování své provincie ani její obyvatelstvo, které považoval za neschopné a věčně rozhádané barbary, kteří by se nikdy nezmohli na společnou akci. Ani jeho válečnické umění nebylo na výši a svými politickými kroky dráždil Germány do té míry, že po dvou letech byli připraveni zapomenout na své rozmíšky a společně povstat. Čekalo se jen na vhodného člověka, který bude mít dost autority a schopností, aby se postavil do jejich čela. Tím mužem se stal náčelník kmene Cherusků Arminius. Arminius strávil dětství v Římě jako rukojmí a během svého pobytu se vzdělal jak v oblasti římské kultury, tak zejména v oblasti římské politiky a vojenství.
Arminius si pečlivě budoval pozici Varova přítele a důvěrníka a současně připravoval povstání, které by zničilo římskou nadvládu. Byl si vědom obrovských kvalit římského vojska, kterých Germáni zdaleka nedosahovali, nicméně byl rozhodnut udeřit náhle a za takových okolností, aby Římané nemohli svých předností využít. V roce 9 inicioval Arminius několik drobných, leč životaschopných povstání v odlehlejší části provincie a zároveň nechal prosáknout zprávy o neklidu mezi germánskými kmeny, které údajně pomalu zapomínaly, jak silná je ruka Říma. Varus se poté rozhodl (částečně na Arminiovu radu) projít se třemi legiemi napříč provincií, jednak aby potlačil revoltu, jednak aby tak demonstroval římskou sílu. Trasa pochodu vedla Teutoburským lesem, kde již na Varovo vojsko čekaly spojené síly několika germánských kmenů. Jejich jádro tvořili bojovníci 4 kmenů: Cheruskové, Marsové, Chattové a Brukterové.

## Bitva

Mapa bitvy v Teutoburském lese

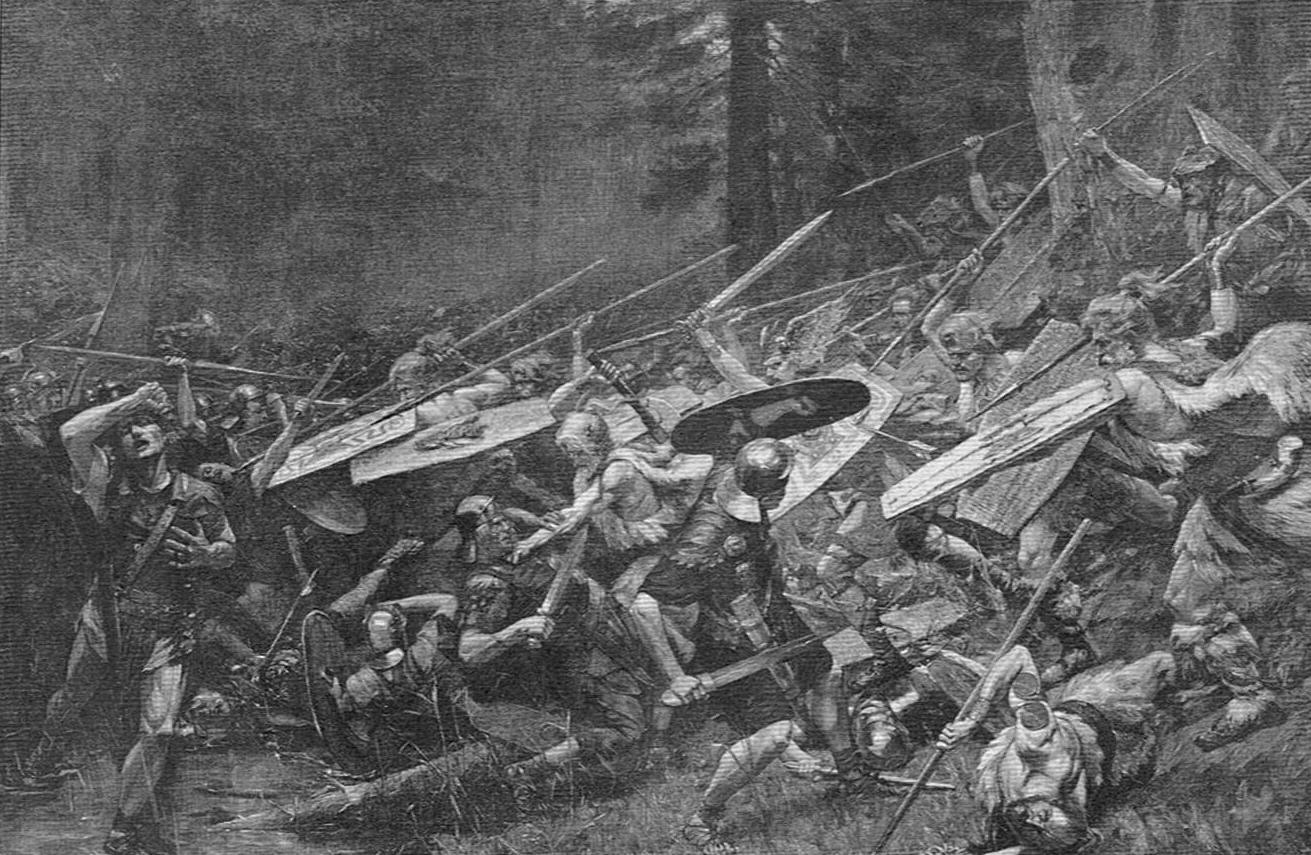
Bitva v Teutoburském lese – Furor Teutonicus, P. Jovanović, 1889

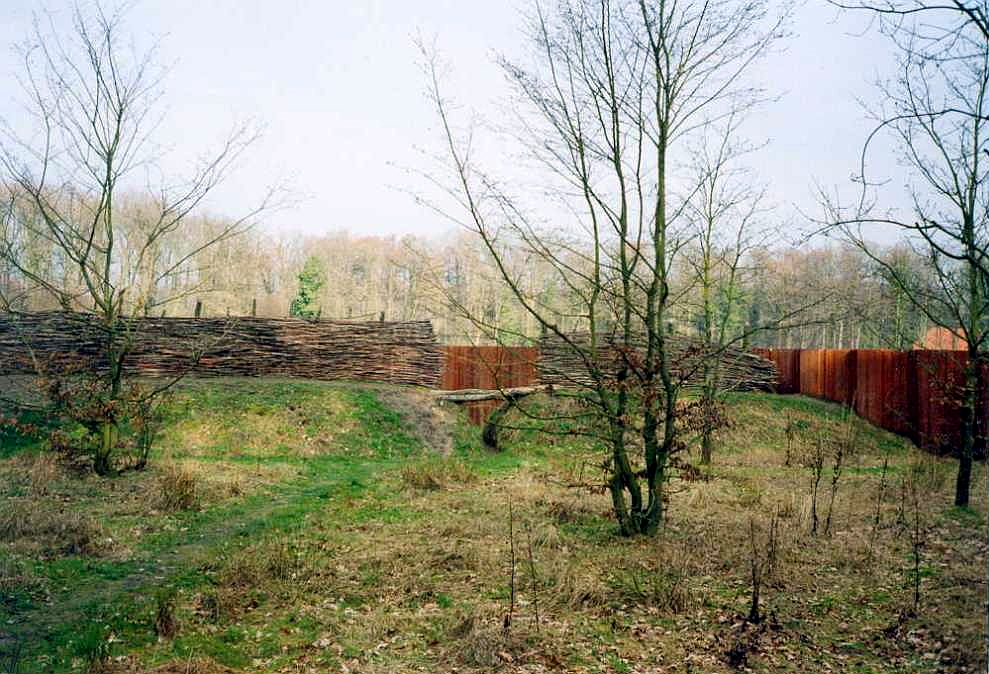
Rekonstrukce improvizovaného opevnění Germánů

Varus na přípravě výpravy zanedbal mnohé, vlastně se domníval, že se cestou bojovat vůbec nebude. K větší opatrnosti ho nepřimělo ani varování od Arminiova strýce, který mu zhruba popsal rozsah a plány spiknutí a Arminiovy zrady. Varus ale celé tvrzení pustil z hlavy jako pomluvu, která má původ v nenávisti mezi oběma muži a vyrazil na cestu podle plánu. Arminius cestoval s ním. Vše bylo v pořádku až do chvíle, kdy římská armáda pronikla hluboko do Teutoburského lesa a zhoršilo se počasí. V tu chvíli Arminius zmizel i s celou družinou a krátce poté se objevily první střety mezi římskými průzkumnými jednotkami a Germány. Římané byli obklíčeni. Bitva trvala několik dnů, ale byla rozhodnuta předem. Obklíčeni značnou přesilou, bojujíce v hustém pralese, kde nemohli použít svůj vysoce efektivní způsob boje ve formaci, za silných dešťů, které promáčely štíty natolik, že se pro svou váhu nedaly použít, neměli legionáři ani jejich spojenci sebemenší šanci přežít. Několikrát se zastavili na volném prostranství a čekali v naději, že Germáni zahodí opatrnost a disciplínu a napadnou je na volném prostoru, kde by se dala využít římská taktika a disciplína, ale Arminius své voje udržel na uzdě a čekal s nimi, až Římanům nezbude, než opět vstoupit do lesa. Nakonec byla celá římská armáda – tři legie (XVII., XVIII. a XIX.) a šest kohort pěchoty a tři oddíly spojenecké jízdy – zničena. Bitvu přeživší zajatci, včetně žen a dětí (legie doprovázely rodiny vojáků), byli obětováni germánským bohům, prodáni do otroctví nebo zmasakrováni. Varus a jeho nejvyšší důstojníci zřejmě ke konci bojů spáchali sebevraždu.

## Následky bitvy

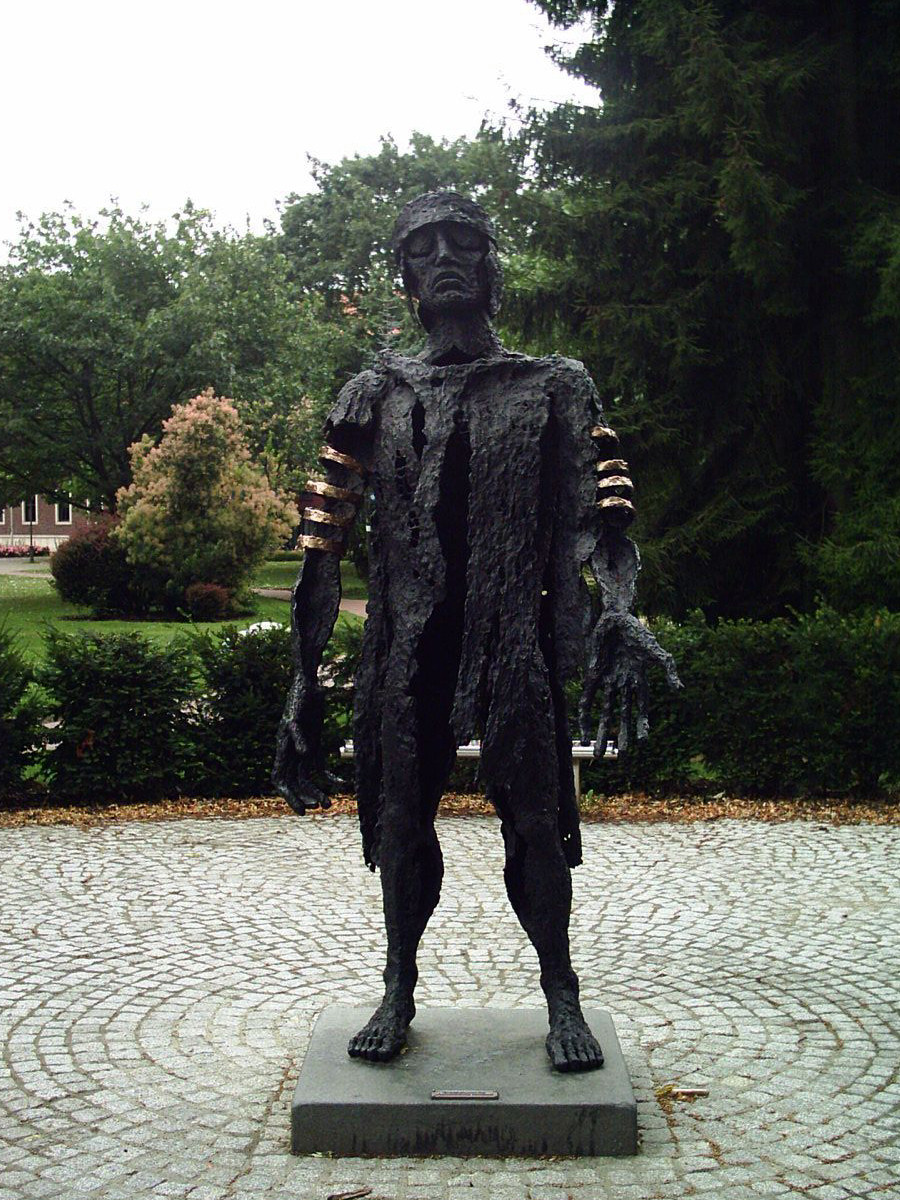
Poražený Varus (2003), socha od Wilfrieda Kocha v Haltern am See, Německo

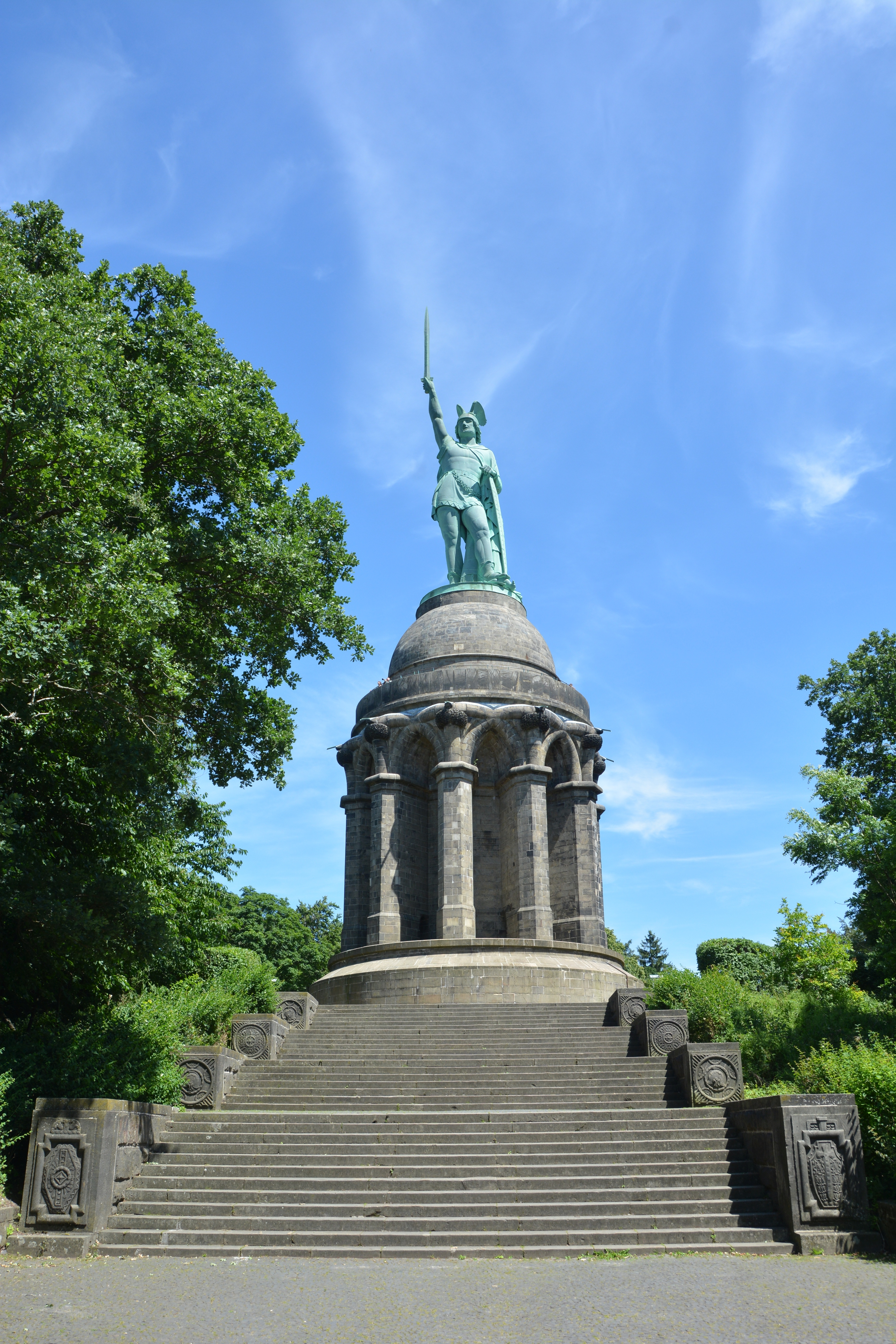
Pomník Arminia (Hermanna) a bitvy v Teutoburském lese, Německo

Byla to jedna z nejhorších porážek, jaké římská říše zažila. Její dopad byl zdrcující – trvalá ztráta většiny Germánie a zničení velké části římských vojsk. Podle legendy císař Octavianus Augustus obcházel ještě týdny po bitvě palácem, bil hlavou do zdi, rval si vlasy a křičel do prázdna: „Vare, Vare, vrať mi mé orly!“ (orel byl znak legie). Podle jiných ztvárnění zněl císařův nářek „Vare, Vare, vrať mi mé legie!“ – Vare, Vare, rede mihi legiones meas! Smysl v každém případě zůstává u obou podob výroku stejný (popsáno v knize Životopisy dvanácti císařů od římského spisovatele a historika Suetonia).
Tři legie ztracené v Teutoburském lese (Legio XVII, Legio XVIII a Legio XIX) již nebyly nikdy obnoveny.
Přestože šok z porážky a zmasakrování tří legií byl ohromný, Římané nevzdali své plány na podmanění germánských kmenů. Roku 14 poslali do severní Germánie (přibližně dnešní severní Německo) velkou armádu čítající cca 50 000 mužů, podporovanou obrovskou silou námořních jednotek, pod velením Germanica. Tomu se podařilo získat zpět dva ze tří orlů ztracených legií a následně porazit kmen Cherusků a jejich spojence v bitvě na pláni Idivaso. Následně se však z důvodu pozdní roční doby a sporů s císařem Tiberiem musel vrátit a vítězství tak nemohl využít.  Tacitus píše, že římské zvláštní průzkumné jednotky pod Germanicovým velením byly první, kdo objevily dějiště bitvy. Tacitus dále píše: Nalezli kupy vybělených kostí a odťaté lebky nabodnuté na stromech. Tyto pohřbili, „jako by to byli jejich příbuzní, jejich vlastní krev“.
Roku 16 n. l. se císař Tiberius, vzhledem k nadměrným výlohám, rozhodl ukončit výpady proti germánským kmenům. Poslední tečku za bitvou v Teutoburském lese udělal Tacitus v Annales (XII. 27). Asi v roce 50, překročila skupina Chattů Rýn v oblasti spravované Ubii a začali zde loupit. Upozorněný římský velitel Quintus Pomponius Secundus svolal jednotky složené z Vangionů a Nemetů podporované římskou kavalérií. V noci napadli nechráněný tábor spících Chattů, které pobili. Ke svému nemalému překvapení a radosti zde nalezli a osvobodili několik mužů z Varových legií, kteří byli již 40 let drženi v otroctví.

## Archeologie

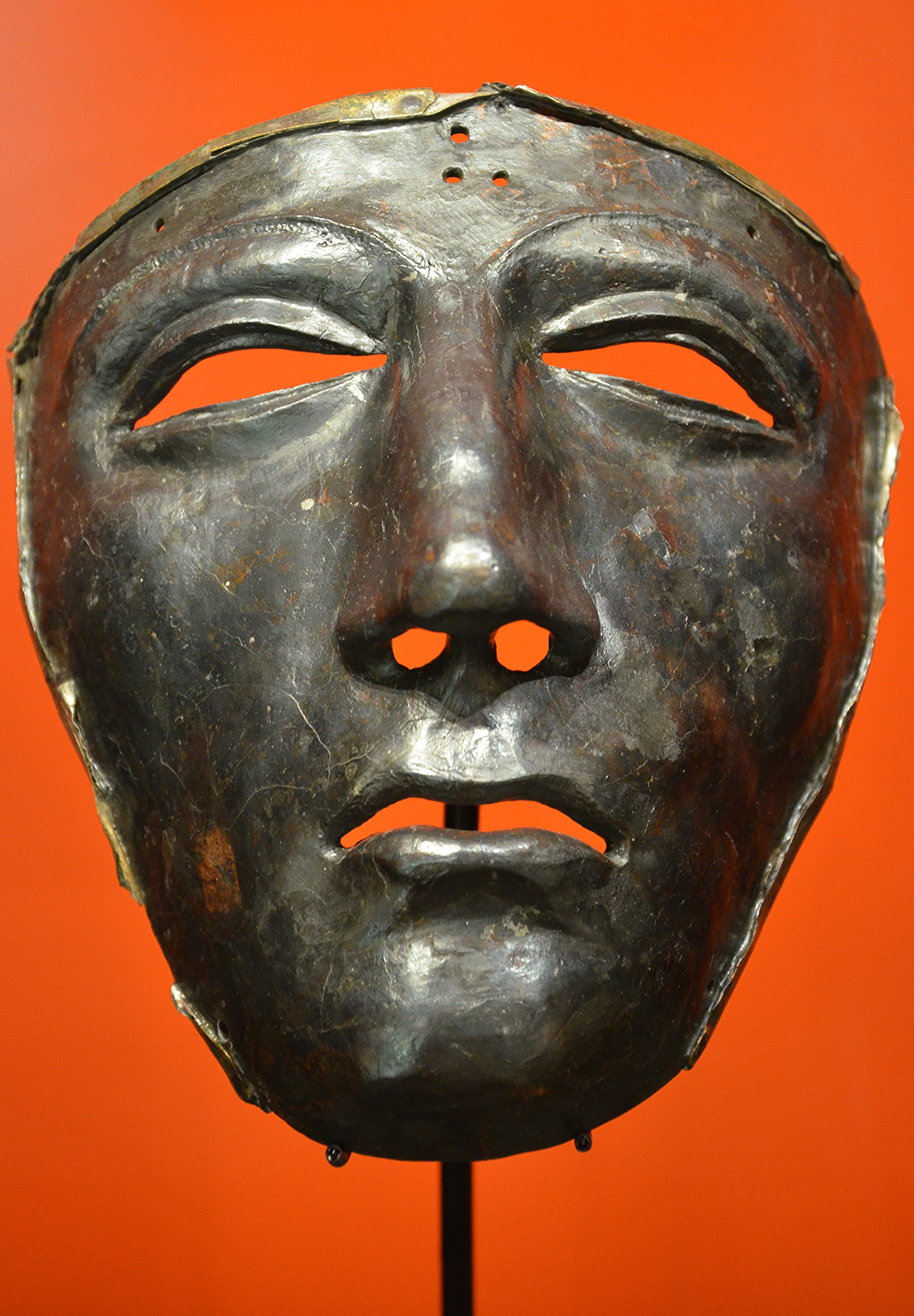
Římská obřadní maska nalezená na Kalkriese

Již v 19. století se mnozí nadšenci snažili najít místo slavné bitvy. Pravděpodobné místo střetu se podařilo lokalizovat až v roce 1987 amatérskému archeologovi majoru Tonymu Clunnovi, který detektorem kovů hledal staré římské mince na dnešním kopci Kalkriese, součásti města Bramsche v Dolním Sasku, asi 12 kilometrů severně od Osnabrücku. Brzy po nálezu zde začal archeologický výzkum kunsthistorického muzea v Osnabrücku.
Vykopávky odhalily pozůstatky bitvy v zhruba 25 kilometrů dlouhém a 2 kilometry širokém pásmu. Charakter některých nalezených lidských ostatků ukazuje i na správnost Tacitova tvrzení o jejich pozdějším pohřbu. Na místě byly nalezeny mince s vyraženým puncem VAR, ražené Varem a i proto je Kalkriese většinově vnímán jako skutečné místo části bitvy, pravděpodobně její rozhodující fáze.